# François Loeser
François Loeser (25 de agosto de 1958) é um matemático francês, professor de matemática da Universidade Pierre e Marie Curie em Paris. De 2000 a 2010 foi professor da Escola Normal Superior de Paris. Desde 2015 é membro sênior do Instituto Universitário da França.
Foi palestrante convidado do Congresso Internacional de Matemáticos em Seul (2014: Definability in non-archimedean geometry). Em 2015 foi eleito fellow da American Mathematical Society "for contributions to algebraic and arithmetic geometry and to model theory". Foi eleito membro da Academia Europaea em 2019.

## Publicações
- Denef, Jan; Loeser, François (1998). «Motivic Igusa zeta functions». Journal of Algebraic Geometry. 7 (3): 505–537. MR 1618144
- Denef, Jan; Loeser, François (1999). «Germs of arcs on singular algebraic varieties and motivic integration». Inventiones Mathematicae. 135 (1): 201–232. Bibcode:1999InMat.135..201D. MR 1664700. arXiv:math/9803039. doi:10.1007/s002220050284